# 수촌교회
수촌교회는 대한민국 경기도 화성시 장안면 수촌리에 있다. 1986년 5월 20일 화성시의 향토문화재 제9호로 지정되었다가, 2019년 10월 23일 향토문화재(기념물) 제1호로 변경 재분류되었다.

## 개요
수촌리 교회가 처음으로 개설(開設)된 것은 1905년 교인(敎人) 김응태의 주도로 당시 정창하의 집에서 7명이 모여 예배를 본 것이 효시가 되었다.    1907년 초가(草家)3칸을 매입, 예배당으로  사용해오다가 1919년 3.1운동 당시 만세사건으로 일본경찰이 마을 전체를 방화했을 때 전소되었다.